# Дальнее (угольное месторождение)
Месторожде́ние Да́льнее — месторождение каменного угля на Дальнем Востоке, в пределах Шмидтовского района Чукотского автономного округа России.
Находится в 120 км юго-западнее посёлка Полярный, близ реки Алыпрытын.
Месторождение открыто К. В. Паракецовым (Чаунское РайГРУ) в ходе геолого-рекогносцировочных работ в 1955 г. Геологоразведочные работы на месторождении проводились с 1955 по 1970 гг. Всего было обнаружено три угольных пласта — «Мощный», пласты Б и В. Их мощности колеблются в пределах от 0.2 до 6 м. В промышленном освоении наиболее значим пласт «Мощный», где содержатся коксовые угли.
Угли месторождения по составу гумусовые, по происхождению автохтонные. Имеется возможность отработки месторождения открытым способом при максимальной глубине вскрыши до 50 метров.
В 1998—2008 гг. разработку месторождения осуществляла старательская артель Полярная, максимальная годовая добыча доходила до 34 тыс. т.